# نیل آدامز (جودوکار)
نیل آدامز (انگلیسی: Neil Adams؛ زادهٔ ۲۷ سپتامبر ۱۹۵۸) جودوکار اهل بریتانیا است.
وی در مسابقات کشوری و بین‌المللی در مجموع برندهٔ ۶ مدال طلا، ۳ مدال نقره، ۵ مدال برنز شده‌است.